# Fuggersches Wasserpumpwerk

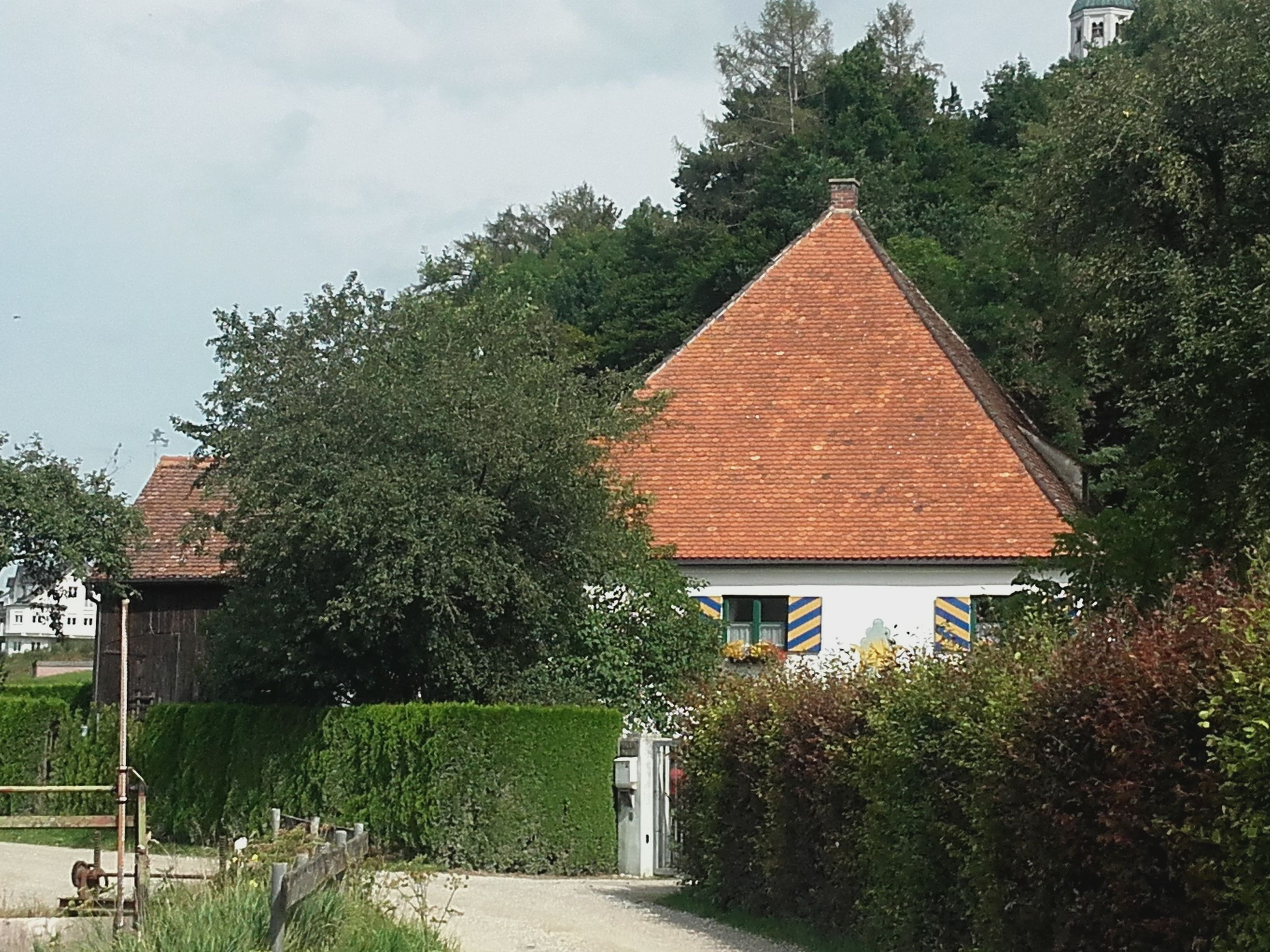
Blick auf das Fuggersche Wasserpumpwerk in Kirchheim

Das fürstliche Fuggersche Wasserpumpwerk befindet sich in der Gemeinde Kirchheim in Schwaben, im Landkreis Unterallgäu, Bayern. Es steht unter Denkmalschutz und wurde 1563 errichtet. Es befindet sich am südlichen Ende des Schlossberges am Fluss Flossach. Unter Hans Fugger wurde es 1583 instand gesetzt und  im 18. Jahrhundert umgestaltet.
Es besteht aus einem quadratischen Bau, der im Süden zwei- und an der nördlichen Hangseite ein Geschoss aufweist. Über einem Karniesgesims ist es mit einem Zeltdach gedeckt. Der Anbau an der Westseite ist neueren Datums. Das Innere besteht aus einem großen Raum mit gemauerter Stichkappentonne aus dem 16. Jahrhundert. In diesem befand sich ehemals das große Schöpfrad, das jedoch durch ein modernes Pumpwerk ersetzt wurde. Zwei Gedenktafeln sind am modernen Mittelpfeiler angebracht. Eine Tafel besteht aus Kalkstein und trägt die Inschrift Ex imis restauratum opus / ab / Illstma. S.R.I. Comite D.D. Cajetano / Ioseph. Fugger Com. de Kirchberg / et Weißenhorn Illstmo. Regente in Kirchheim. / Operante D. Francisco Houard Machinatore / origine Gallo. / MDCCXXXVIII. Die zweite Gedenktafel enthält die Inschrift Maiorum vestigia persecuts / Illstmus. D. D. Carolus Ernestus / ex Comitibus Fugger, Dominus in / Gloett et Kirchheim et Oberndorf / has aquas nostrae excultioris aetatis arti- / bus usus restauravit et opere electrico / auxit curantibus I.M. Voith in Heidenheim / machinatore et Societate generali / operibus elctricis instituendis Mona- / censi MCMI. Der Dachstuhl aus dem 18. Jahrhundert ist ein radial konstruiertes Kehlbalkendach mit liegendem Stuhl.